# Miguel Induráin
Miguel Induráin Larraya (phát âm tiếng Tây Ban Nha: [miˈɣel induˈɾain laˈraʝa]; sinh ngày 16 tháng 7 năm 1964) là một tay đua xe đạp đường trường người Tây Ban Nha đã giải nghệ. Induráin đã vô địch 5 lần giải Tours de France từ năm 1991 đến 1995. Ông là người thứ 4 vô địch giải này 5 lần và là cua rơ duy nhất vô địch giải này năm lần liên tiếp.
Ông đã vô địch Giro d'Italia hai lần, trở thành một trong bảy cua rơ giành được cú đúp vô địch Giro-Tour trong cùng một mùa. Ông giành áo vàng dành cho người dẫn đầu cuộc đua trong Tour de France trong 60 ngày liền. Kể từ khi Liên đoàn thu hồi bảy lần vô địch của Lance Armstrong, giờ đây ông giữ kỷ lục là cua rơ vô địch Tour de France liên tiếp nhiều lần nhất và chia sẻ kỷ lục về số lần vô địch giải này với Jacques Anquetil, Bernard Hinault và Eddy Merckx. Ông là cua rơ xe đạp gần đây nhất, và là một trong số rất ít cua rơ đã đến gần với 'Triple Crown' của đua xe đạp khi vào năm 1993, sau khi đã vô địch giải Giro và Tour, ông đã chạm đích chỉ sau nhà vô địch 0:19 trong Giải vô địch thế giới.
Sức mạnh thể chất của Induráin 1,86 m (6 ft 1 in) và 76 kilôgam (168 lb) - đã tạo cho ông biệt danh "Miguelón" hoặc "Big Mig". Ông là tay đua trẻ nhất từng giành chức vô địch quốc gia nghiệp dư Tây Ban Nha, khi mới 18 tuổi, ở tuổi 20 ông là tay đua trẻ nhất dẫn đầu giải Vuelta a España, và ở tuổi 20 ông đã giành chiến thắng tại Tour de l 'Avenir.